# Cornusaccula periopa
Cornusaccula periopa är en fjärilsart som beskrevs av Diakonoff 1960. Cornusaccula periopa ingår i släktet Cornusaccula och familjen vecklare. Inga underarter finns listade i Catalogue of Life.